# F.W.P. Matese
FWP Matese là một câu lạc bộ bóng đá Ý có trụ sở tại Sepicciano, Piedimonte Matese, Caserta, Campania.. Được thành lập vào năm 2011 với tên FWP Piedimonte Matese. Câu lạc bộ đã được đổi tên thành FWP Matese vào năm 2013, và giữ sân nhà tại Stadio Pasqualino Ferrante, một khu đất được chia sẻ với hàng xóm Tre Pini Matese.

## Câu lạc bộ địa phương
Đối thủ gần nhất của họ về khoảng cách là ASD Alliphae một câu lạc bộ Alife và Caserta dựa trên trang phục Casertana. Khoảng cách giữa Alife và Piedimonte Matese là khoảng 3,3 dặm (5,5   km), trong khi Caserta là khoảng 24 dặm (40   km) đi.

## Nhà tài trợ & nhà sản xuất trang phục
Trong mùa giải 2015-16, nhà tài trợ áo đấu của câu lạc bộ là Mec. San. Áo sân nhà của đội được sản xuất bởi thương hiệu thể thao Givova của Ý. Chiếc áo sân khách được sản xuất bởi Zeus.